# مرادآباد (نهاوند)
مرادآباد (نهاوند)، روستایی از توابع بخش مرکزی شهرستان نهاوند در استان همدان ایران است.

## جمعیت
این روستا در دهستان شعبان قرار دارد و براساس سرشماری مرکز آمار ایران در سال ۱۳۹۵، جمعیت آن۴۳۴ نفر (۱۳۱خانوار) بوده‌است.